# محاكمة غيابية
المحاكمة الغيابيّة هي محاكمة جنائية في محكمة قانونيّة يغيب عنها الشخص الذي هو موضوع تلك الإجراءات.
في النظم القانونيّة للقانون العام، العبارة تعدّ أكثر من وصف حيّزي. في هذه الأنظمة يشار إلى عدم حضور المدّعى عليه كاعتراف بانتهاك حقه بمثوله في إجراءات المحكمة في محاكمة جنائية. الإدانة في محاكمة لم يكن المدّعى عليه موجوداً فيها  للرد على التهم يعدّ انتهاك للعدالة الطبيعية.